# Stefan Effenberg
Stefan „Effe“ Effenberg (* 2. August 1968 in Hamburg-Niendorf) ist ein ehemaliger deutscher Fußballprofi und späterer -trainer sowie -funktionär. Der Mittelfeldspieler war den größten Teil seiner aktiven Karriere für Borussia Mönchengladbach und den FC Bayern München aktiv, mit dem er unter anderem drei deutsche Meisterschaften gewann. Sein größter internationaler Erfolg war der Gewinn der UEFA Champions League 2001. Seit 2018 tritt Effenberg vor allem als TV-Experte für den Fernsehsender Sport1 auf.

## Jugend
Stefan Effenberg wurde am 2. August 1968 in Hamburg geboren und ist mit zwei Schwestern sowie einem Bruder im Stadtteil Niendorf aufgewachsen. Sein Vater Dieter arbeitete als Maurer, Mutter Margit war Büroangestellte. Als Kind spielte Effenberg zunächst in der Jugendmannschaft des Bramfelder SV, bevor er 1974 zum SC Victoria Hamburg wechselte, für den auch sein Vater aktiv war. Innerhalb der Familie spielte der Sport eine große Rolle. Effenbergs Schwester Claudia war Softballspielerin und später Trainerin der deutschen Frauen-Softballnationalmannschaft, sein Bruder Frank spielte ebenfalls beim SC Victoria. Nach seinem Realschulabschluss begann Effenberg eine Ausbildung als Zusteller bei der Deutschen Bundespost.
1986 gewann Effenberg mit der Auswahl des Hamburger Fußball-Verbands das A-Jugendturnier der Landesauswahlmannschaften in Duisburg. Dabei wurde Wolf Werner, Co-Trainer des Bundesligisten Borussia Mönchengladbach, auf den Mittelfeldspieler aufmerksam und verpflichtete ihn für die Reservemannschaft.

## Spielerkarriere

### Borussia Mönchengladbach
Zur Saison 1987/88 wurde Werner neuer Cheftrainer von Borussia Mönchengladbach und verschaffte dem 18-jährigen Effenberg einen Profivertrag. Der Neuzugang kam am 21. November 1987 als Einwechselspieler zu seinem Bundesliga-Debüt (1:0 gegen den 1. FC Kaiserslautern) und gehörte bereits eine Woche später zur Startformation. Effenberg brachte es in seiner Premierensaison auf insgesamt 15 Einsätze und ein Tor, das er am 32. Spieltag gegen Hannover 96 (4:2) erzielt hatte. In den folgenden beiden Spielzeiten entwickelte sich der zweikampfstarke Effenberg zu einer festen Größe im Mittelfeld der Fohlen.  Der Senkrechtstarter überzeugte schon als junger Profi durch Einsatz, Ehrgeiz und ein besonderes Gespür für den Pass im richtigen Moment. Mit neun Toren in 58 Einsätzen bewies er auch Torgefahr und das Sportmagazin Kicker listete ihn im Sommer 1990 in der Rangliste des deutschen Fußballs erstmals im weiteren Kreis. Die Frankfurter Allgemeine Zeitung bezeichnete den großgewachsenen Blondschopf als „Egoist und Mannschaftsdiener zugleich.“ Allerdings kämpfte Effenberg mit der Borussia während der Saison 1989/90 lange gegen den drohenden Abstieg und die Mannschaft rettete sich erst am vorletzten Spieltag auf den 15. Tabellenplatz.

### Bayern München
Aufgrund der fehlenden sportlichen Perspektive in Mönchengladbach, wechselte Effenberg im Juli 1990 für vier Millionen D-Mark zum FC Bayern München. Trainer war Jupp Heynckes und mit Jürgen Kohler, Stefan Reuter, Olaf Thon, Thomas Strunz und Brian Laudrup standen zahlreiche Nationalspieler im Kader. Obwohl erst 22 Jahre alt, brachte sich Effenberg beim deutschen Rekordmeister mit provozierenden Äußerungen ins Gespräch und präsentierte sich, sehr zum Missfallen von Heynckes, als meinungsstarker und widerspenstiger Spieler. Mit Undiszipliniertheiten auf und neben dem Platz pflegte Effenberg seinen Ruf als Reizfigur mit Hang zur Arroganz, übernahm jedoch Verantwortung und erwies sich als fußballerische Verstärkung. Gleich in seinem ersten Bundesligaspiel erzielte Effenberg für die Bayern per Elfmeter gegen Bayer 04 Leverkusen (1:1) ein Tor und traf in der Saison 1990/91 insgesamt neunmal. Mit den Bayern verpasste Effe einen Titel, da sie nur deutscher Vizemeister wurden und im Halbfinale des Europapokals der Landesmeister gegen Roter Stern Belgrad (1:2; 2:2) ausschieden.
1991/92 folgte die wohl schlechteste Saison in der Geschichte des FC Bayern. Der Rekordmeister kämpfte bis zum drittletzten Spieltag gegen den Abstieg und wurde nur Zehnter, verschliss mit Jupp Heynckes, Søren Lerby und Erich Ribbeck drei Trainer. Zusätzlich blamierten sie sich durch ein sensationelles Aus im DFB-Pokal gegen den Zweitligisten FC Homburg und scheiterten auch im UEFA-Pokal bereits in der 2. Runde an B 1903 Kopenhagen. Nach dem Abgang erfahrener Führungsspieler fehlte der Mannschaft eine klare Hierarchie. Vor allem Effenberg, mittlerweile deutscher Nationalspieler, drängte selbstbewusst in eine Führungsrolle, die er jedoch noch nicht ausfüllen konnte und geriet mit Heynckes aneinander. Im Dezember 1991 wurde Effe nach öffentlicher Kritik zunächst von der Vereinsführung und auch von Bundestrainer Berti Vogts vorübergehend freigestellt. Als erster Spieler der Bundesliga erhielt Effenberg am 4. Spieltag (20. August 1991) die neu eingeführte Gelb-Rote Karte und wurde in der Partie gegen den FC Schalke 04 nach 81 Spielminuten vom Platz gestellt.
Nach dieser sportlichen Katastrophe und wegen anhaltender Auseinandersetzungen mit dem Vereinsvorstand, beschlossen Effenberg und der FC Bayern die vorzeitige Trennung.

### AC Florenz
Im Sommer 1992 kehrte Effenberg der Bundesliga den Rücken und wechselte für umgerechnet 7,5 Millionen D-Mark zur AC Florenz nach Italien. Die Serie A galt in den 1990er Jahren als die sportlich beste Liga der Welt. Bei der Fiorentina war er als Mittelfeldregisseur ein bestimmender Akteur und erzielte gleich in seinem ersten Punktspiel ein Tor (1:1 gegen den CFC Genua). Trotz eines hochkarätig besetzten Kaders mit Spielern wie Gabriel Batistuta, Francesco Baiano, Stefano Pioli oder Brian Laudrup stieg die AC Florenz nach gutem Start am Saisonende 1992/93 als Tabellensechzehnter in die Serie B ab. Nach dem unerwarteten Abstieg versammelten sich aufgebrachte Fans vor Effenbergs Haus, der sich zu einem Mitspieler flüchten musste und Vereinspräsident Vittorio Cecchi Gori erteilte seinen Abwanderungsgedanken eine klare Absage: „Diese Mannschaft ist mit Effenberg abgestiegen und wird auch mit Effenberg in der zweiten Liga spielen.“ Florenz ging mit einem Großteil der Abstiegs-Mannschaft in die Zweitklassigkeit und Claudio Ranieri wurde neuer Trainer. Frühzeitig setzte man sich an die Tabellenspitze und 1993/94 gelang der sofortige Wiederaufstieg. Effenberg hatte mit sieben Toren in 26 Spielen großen Anteil an der erfolgreichen Rückkehr in die Serie A.

### Borussia Mönchengladbach
Nach der WM 1994 kehrte Effenberg – zunächst auf Leihbasis – zu Borussia Mönchengladbach zurück und zählte nicht zuletzt wegen seines Mittelfinger-Eklats sofort zu den größten Reizfiguren der Bundesliga. Zu Saisonbeginn konnte Effenberg noch nicht vollends überzeugen, doch sein denkwürdiger Auftritt am 6. Spieltag gegen den VfL Bochum (7:1), als er nach einer verlorenen Wette in der Fernsehsendung Wetten, dass...? mit einem aufgemalten Tigerkopf auflief, ließ die Kritiker nach zwei Toren verstummen. Die Frisur untermauerte seinen Ruf als enfant terrible und sorgte für Schlagzeilen in den Boulevard-Medien, die Effenberg aufgrund seiner aggressiven Spielweise den Spitznamen „Tiger“ gaben. Aus sportlicher Sicht übernahm Effenberg zunehmend die uneingeschränkte Führungsrolle auf und neben dem Platz, er präsentierte sich als deutlich gereifte Spielerpersönlichkeit. Trainer Bernd Krauss gewährte seinem streitbaren Star zahlreiche Freiheiten und Effenbergs Rückkehr löste am Bökelberg eine Welle der Euphorie aus. Mit ihrem neuen Spielmacher landeten die Gladbacher in der Saison 1994/95, nach Jahren im Bundesliga-Mittelmaß, auf dem fünften Platz und gewannen durch ein 3:0 über den VfL Wolfsburg am 24. Juni 1995 den DFB-Pokal – der erste Titel für den Verein seit 16 Jahren. Für den zuvor als „Star ohne Titel“ verhöhnten Effenberg, der im Endspiel zum zwischenzeitlichen 2:0 getroffen hatte, war der Erfolg eine sichtliche Genugtuung. Zur Folgesaison 1995/96 verpflichteten die Borussen ihn fest und zahlten die vereinsinterne Rekordablöse von 7,6 Millionen Mark an die AC Florenz. Um den Transfer zu realisieren und die Gehaltsvorstellungen ihres neuen Kapitäns erfüllen zu können, musste der Verein an seine finanzielle Schmerzgrenze gehen. Mit Effenberg als zentralem Fixpunkt und Spielern wie Patrik Andersson, Martin Dahlin und Karlheinz Pflipsen setzten sich die Fohlen in der Spitzengruppe der Bundesliga fest. Gladbach knüpfte an die starke Vorsaison an und wurde Vierter, im Europapokal der Pokalsieger scheiterten sie im Viertelfinale an Feyenoord Rotterdam (2:2; 0:1).
Nach zwei sportlich erfolgreichen Jahren zeigte die Formkurve der Borussia anschließend deutlich nach unten. 1996/97 spielten sie zeitweise gegen den Abstieg und landeten am Saisonende auf dem unbefriedigenden elften Platz. Effenberg blieb hinter den Erwartungen zurück, spielte eine mäßige Saison und sorgte für Negativschlagzeilen, als er am 1. Dezember 1996 wegen gefährlicher Körperverletzung angezeigt wurde. Auch seine Vertragsverlängerung bis 2000, die ihn mit einem Jahresgehalt von 5,5 Millionen DM zu einem der Topverdiener der Bundesliga werden ließ, brachte Unruhe in den Verein. Der sportliche Absturz setzte sich auch während der turbulenten Saison 1997/98 fort. Borussia Mönchengladbach spielte dauerhaft gegen den Abstieg und mit Hannes Bongartz, Norbert Meier und Friedel Rausch verbrauchte man insgesamt drei Trainer. Auch Vereinspräsident Karl-Heinz Drygalsky gab sein Amt nach einem internen Machtkampf mit Manager Rolf Rüssmann auf. Die Hinrunde war durch ständige Auseinandersetzungen zwischen Effenberg, Pflipsen und Trainer Bongartz geprägt, der seinen eigenwilligen Kapitän sogar für das Rheinische Derby gegen den 1. FC Köln (4:1) aus dem Kader verbannt hatte. Folgerichtig sah es im Frühjahr 1998 bereits nach dem ersten Bundesliga-Abstieg aus, doch Effenberg zeigte Führungsstärke und raffte sich zu einer Energieleistung auf. Mit fünf Toren und sieben Vorlagen allein in der Rückrunde, führte er die Mannschaft zu einem starken Endspurt, der am letzten Spieltag belohnt wurde. Gladbach siegte am 9. Mai 1998 mit 2:0 gegen den VfL Wolfsburg und schaffte nur durch das bessere Torverhältnis den Klassenerhalt. Effenberg war in dieser wichtigen Partie nach 13 Spielminuten das Führungstor gelungen und nach dem „Wunder von Wolfsburg“ fingen TV-Kameras wirkungsvoll ein, wie sich Borussen-Trainer Friedel Rausch und sein Kapitän tränenüberströmt in den Armen lagen. Unmittelbar nach dem Saisonfinale beendete Effenberg die wochenlangen Gerüchte um seine Zukunft und verkündete seinen Abschied von Borussia Mönchengladbach.

### Bayern München
Im Sommer 1998 kehrte Stefan Effenberg für 8,5 Millionen DM zum FC Bayern München zurück und unterschrieb einen Vierjahresvertrag. Trotz seiner streitbaren Persönlichkeit galt er als absoluter Wunschspieler des neuen Trainers Ottmar Hitzfeld, der die schwierige Aufgabe übernommen hatte, den als untrainierbar geltenden FC Hollywood zu einer funktionierenden Mannschaft zu formen. Denn mit Lothar Matthäus, Mario Basler, Oliver Kahn oder Mehmet Scholl standen bereits eigenwillige Spielerpersönlichkeiten im Kader, die in der Vergangenheit für zahlreiche Eskapaden gesorgt hatten. Kritiker befürchteten, der selbstbewusste Effenberg werde die bestehende Hierarchie auf den Kopf stellen und den internen Frieden stören. Doch das Gegenteil trat ein, denn der Neuzugang ordnete sich nahtlos in das Mannschaftsgefüge ein, zeigte sich professionell. Hitzfeld machte den vormals oft belächelten Effenberg zu seinem verlängerten Arm auf dem Spielfeld und damit endgültig zum allseits anerkannten „Cheffe.“ Selbst eine Trunkenheitsfahrt im Oktober 1998 mit 1,1 Promille störte sein Verhältnis zum Trainer nicht nachhaltig, wenngleich er vom Verein aus disziplinarischen Gründen eine hohe Geldstrafe erhielt. Durch seine aggressive, kompromisslose Spielweise war Effenberg der Fixpunkt und in der Lage, sein Team mitzureißen. Er präsentierte sich als Antreiber und umsichtiger Mittelfeldregisseur, Hitzfeld bezeichnete ihn öffentlich als „nicht zu ersetzen.“ Vor allem in wichtigen Partien der Champions League, wie zum Beispiel gegen den FC Barcelona (1:0) oder Dynamo Kiew (3:3), erzielte er entscheidende Tore und war mit seinen Leistungen ein Erfolgsgarant. Erwartungsgemäß übernahm der FC Bayern schon am 2. Spieltag der Bundesliga-Saison 1998/99 die Tabellenführung und wurde mit 15 Punkten Vorsprung souverän deutscher Meister. Doch aus sportlicher Sicht markierte das denkwürdige Champions-League-Finale am 26. Mai 1999 gegen Manchester United den Saisonhöhepunkt. Die Bayern führten lange mit 1:0 und sahen wie der sicher geglaubte Sieger aus, doch durch zwei späte Tore innerhalb von 102 Sekunden drehte United in der Nachspielzeit das Finale. Der unerwartete Doppelschlag fügte den Bayern „die Mutter aller Niederlagen“ zu. Im Anschluss an das Drama im Camp Nou musste Effenberg zur Dopingprobe und schildert seine Erinnerungen: 

„Das Bild werde ich mein Leben lang nicht vergessen: Das Licht ging aus, es war fast dunkel - und sieben, acht Meter vor mir geht der Beckham da lang mit dem Pokal. Da habe ich mir geschworen, das Ding hole ich mir! ... Ich habe gesagt: Ich gehe davon aus, dass ich so eine Chance nochmal kriege in meinem Leben. Und dann nimmt uns niemand diesen Pott weg! Das war meine Verarbeitung der Niederlage.“

Er stand auf dem Zenit seiner Leistung und wurde 1999 Mannschaftskapitän.
In den nächsten Jahren gewann er mit den Bayern fast alle bedeutenden Titel, die ein deutscher Vereinsfußballer gewinnen kann: Er wurde dreimal hintereinander deutscher Meister (1999, 2000, 2001), im Jahr 2000 DFB-Pokalsieger, und auf europäischer Ebene
erreichte er 1999 das Finale der Champions League, das der FCB aber in einer dramatischen Schlussphase gegen Manchester United verlor. Ein Jahr später scheiterte der FCB im Halbfinale gegen den späteren Sieger Real Madrid. 2001 wurde der Höhepunkt in Effenbergs Karriere: Die Meisterschaft sicherte sich der FC Bayern in letzter Sekunde durch ein Unentschieden im Spiel beim HSV, und wenige Tage später gewann Effenberg die Champions League im Finale gegen den FC Valencia als Kapitän und Torschütze. Es war der erste Titelgewinn des FCB in diesem Wettbewerb seit der „Goldenen Ära“ in den 1970er Jahren. Im selben Jahr gewann Effenberg mit der Mannschaft auch noch den Weltpokal gegen die argentinischen Boca Juniors.

### VfL Wolfsburg
Entgegen der Spekulationen, seine Karriere entweder im Ausland fortzusetzen oder beenden zu wollen, wurde Effenberg am 16. August 2002 sensationell als Neuzugang des VfL Wolfsburg vorgestellt. Bei den Wölfen unterzeichnete er einen Einjahresvertrag und der Transfercoup bescherte dem eher beschaulichen Werksklub ein ungewohntes Medieninteresse. Effenberg war mit Abstand der größter Star, weshalb er sofort die gewohnte Führungsrolle für sich beanspruchte, aber auch die mediale Berichterstattung bestimmte. Trainer Wolfgang Wolf gewährte ihm viele Freiheiten, doch der mittlerweile 34-jährige Effenberg blieb über weite Strecken der Saison blass. Der müde wirkende Mittelfeldregisseur konnte nicht mehr an seine Spitzenleistungen anknüpfen und in der Hinrunde deutete er nur ein paar Mal an, warum er zu besseren Zeiten als Weltklasse-Spieler galt. Nach nur sieben Monaten und 19 Spielen (3 Tore, 4 Vorlagen) für den VfL Wolfsburg, löste Effenberg seinen Vertrag am 3. April 2003 ohne Vorankündigung wieder auf. Als Grund führte er „unüberbrückbare Differenzen“ mit dem neuen Trainer Jürgen Röber an, der ihm keine Sonderbehandlung mehr einräumte. Röber hatte wiederholt Gewicht und Fitness seines prominentesten Spielers kritisiert. Nach diesem Gastspiel erklärte Effenberg seine Bundesliga-Karriere endgültig für beendet.

### Al-Arabi
Wenige Wochen nach seinem plötzlichen Abschied aus Wolfsburg unterschrieb Effenberg am 16. Mai 2003 einen gut dotierten Einjahresvertrag beim Klub Al-Arabi aus Katar. Der Wüstenstaat lockte zahlreiche Alt-Stars mit lukrativen Verträgen in die Qatar Stars League und Effenberg erhielt für sein Gastspiel rund zwei Millionen US-Dollar. Bei seinem neuen Klub spielte er noch einmal mit Gabriel Batistuta zusammen und absolvierte insgesamt 15 Partien (vier Tore).

### Rücktritt
Am 22. Juli 2005 veranstaltete Effenberg vor 40.000 Zuschauern im neu errichteten Borussia-Park in Mönchengladbach sein Abschiedsspiel. Neben zahlreichen Weggefährten und Freunden aus dem Profifußball (z. B. Rudi Völler, Andreas Brehme, Thomas Häßler, Toni Polster, Uwe Kamps, Heiko Herrlich, Giovane Elber und Oliver Kahn), nahmen auch Prominente wie Boris Becker, Kai Pflaume oder Peter Lohmeyer an dem Event teil.

„In Mönchengladbach schließt sich für mich der Kreis. Hier habe ich den Durchbruch als Profi geschafft und 1995 mit dem DFB-Pokal meinen ersten Titel gewonnen.“

Insgesamt hat Stefan Effenberg in der Bundesliga 370 Spiele absolviert und kommt dabei auf 70 Tore und 80 Torvorlagen. Mit 114 Gelben Karten ist er Rekordhalter und der bislang einzige Spieler, der eine dreistellige Anzahl an Verwarnungen erhalten hat. 1997/98 erhielt Effenberg rekordverdächtige 15 Verwarnungen in einer Saison, eine Marke die jedoch bald durch Tomasz Hajto überboten wurde (16 Gelbe Karten). Zudem musste er sieben Platzverweise hinnehmen (viermal Gelb-Rot, dreimal Rot).

## Nationalmannschaft
Zwischen 1988 und 1990 bestritt Effenberg fünf Länderspiele (ein Tor) für die deutsche U-21 Nationalmannschaft.
Am 5. Juni 1991 debütierte Effenberg für die deutsche A-Nationalmannschaft und wurde bei der 0:1-Heimniederlage gegen Wales zur 74. Spielminute eingewechselt. Allerdings polarisierte er durch sein Auftreten bereits als junger Spieler und wurde bei Heimspielen regelmäßig ausgepfiffen. „Daß ein deutscher Nationalspieler in einem Heimspiel so feindselig begrüßt wurde, ist einmalig“, schrieb das Hamburger Abendblatt. Über den Grund für die Pfiffe berichtete die Zeitung: „Effenberg aber, ein in Franken ungern gesehener Münchner, hat nie gezielt provoziert. Scheinbar hat sein forsches Auftreten das Bild eines überheblichen Profis geprägt […] Sein Selbstbewußtsein, seine lockeren Sprüche auch gegenüber Mitspielern und Zuschauern, dazu die Platzverweise festigten das böse Image.“ Nach dem verletzungsbedingten Ausfall von Lothar Matthäus für die anstehende Europameisterschaft 1992 in Schweden, sollte Effenberg ihn nach den Vorstellungen von Bundestrainer Berti Vogts ersetzen, überzeugte jedoch zunächst nicht. Doch auch sein Konkurrent um die Position im zentralen Mittelfeld, Matthias Sammer, spielte ebenfalls schwach. Im letzten Vorbereitungsspiel vor dem Turnier zeigte Effenberg eine ansprechende Leistung und erkämpfte sich für die EM einen Stammplatz. Er stand in allen Partien in der Startformation und der hochmotivierte Effenberg zeigte gute Leistungen. Gegen Schottland (2:0) erzielte er im Gruppenspiel ein Tor. Deutschland erreichte das Finale am 26. Juni 1992 in Göteborg, verlor dieses jedoch überraschend mit 0:2 gegen Dänemark. Nach dem Turnier wurde Effenberg in das All-Star-Team berufen.
1994 gehörte Effenberg zum deutschen Aufgebot für die WM in den Vereinigten Staaten und stand in allen Gruppenspielen als rechter Außenverteidiger in der Startaufstellung. Nach zwei mäßigen Auftritten gegen Bolivien (1:0) und Spanien (1:1) traf die DFB-Auswahl am 27. Juni 1994 in der Cotton Bowl von Dallas auf Südkorea. Zur Halbzeit führte Deutschland klar mit 3:0, verlor jedoch nach der Pause den Faden und die Südkoreaner verkürzten auf 3:2. Vor allem der gewohnt arrogant agierende Effenberg erntete für seinen lustlosen Auftritt Pfiffe der deutschen Fans, als er nach einer gelben Karte zur 75. Minute ausgewechselt wurde. Die enttäuschten Fans quittierten seinen Abgang lautstark mit abfälligen Kommentaren, woraufhin der provozierte Effenberg ihnen den ausgestreckten Stinkefinger zeigte. Da sich die Szene außerhalb der TV-Aufnahmen ereignete, fand sie zunächst wenig Beachtung. Auf Betreiben des bestürzten DFB-Präsidenten Egidius Braun, suspendierte ihn Bundestrainer Vogts aus dem WM-Kader und teilte der versammelten Weltpresse mit, solange er verantwortlicher Trainer sei, werde Effenberg nicht mehr für die Nationalmannschaft spielen. Der Spieler und Ehefrau Martina mussten das deutsche Quartier verlassen. Der Eklat beendete nach 33 Länderspielen vorläufig Effenbergs Nationalmannschaftskarriere und markierte einen der größten Skandale der deutschen WM-Geschichte.
Bereits im September 1996 wurde angesichts Effenbergs guter Leistungen in Mönchengladbach und seiner Weiterentwicklung als Spieler und Persönlichkeit eine Rückkehr Effenbergs in die DFB-Auswahl gehandelt. 1998 kam es nach der für die deutsche Mannschaft ziemlich erfolglosen WM in Frankreich unter dem in die Kritik geratenen Bundestrainer Vogts noch zu einem kurzen, am Ende jedoch missglückten Comebackversuch. Die Partie gegen Rumänien am 5. September 1998 war Effenbergs letztes Spiel für die Nationalmannschaft. Im Juli 2000 versuchte der neue Teamchef der Nationalmannschaft, Rudi Völler, vergeblich, Effenberg für eine erneute Rückkehr zu gewinnen.

## Titel und Auszeichnungen

### Borussia Mönchengladbach
- Pokalsieger: 1995

### FC Bayern München
- Deutscher Meister (3): 1999, 2000, 2001
- Pokalsieger: 2000
- Ligapokalsieger (3): 1998, 1999, 2000
- Supercupsieger: 1990
- Champions-League-Sieger: 2001
- Weltpokalsieger: 2001

### Nationalmannschaft
- Vize-Europameister: 1992

### Persönlich
- All-Star-Team der Europameisterschaft 1992[72]
- Kicker-Mittelfeldspieler des Jahres: 1999, 2000
- Torschütze des Monats September 1996[73]
- FIFA XI: 1997[74]
- ESM Team of the Year: 1999
- UEFA-Fußballer des Jahres 2001
- Einstufung als Weltklasse in der Rangliste des deutschen Fußballs: Sommer 2000
- Hall of Fame des FC Bayern München
- 2005 wählten ihn Bayern-Fans zu einem der besten Mittelfeldspieler der Vereinsgeschichte.[75]

## Funktionär und Trainer
2011 führte Effenberg die Kampagne „Initiative Borussia“ an. Die Oppositionsgruppe hatte das Ziel, durch eine Zweidrittelmehrheit eine Satzungsänderung von Borussia Mönchengladbach zu erreichen. Dadurch sollte Effenberg als Sportdirektor und Geschäftsführer der neue starke Mann im Verein werden und Horst Köppel das Amt des Vereinspräsidenten übernehmen. Das Präsidium sollte zukünftig, nicht wie bisher vom Aufsichtsrat, sondern von den Mitgliedern gewählt werden. Auf der Jahreshauptversammlung am 29. Mai 2011 stimmten lediglich 335 der 4.679 anwesenden Mitglieder für den Antrag auf Satzungsänderung der Initiative. Begleitet von hämischen Gesängen der Fans verließ Effenberg unmittelbar nach der verlorenen Abstimmung fluchtartig das Stadion.
Effenberg absolvierte 2011/12 den zehnmonatigen Fußballlehrer-Lehrgang an der Hennes-Weisweiler-Akademie in der Sportschule Hennef, den er mit der Trainer-Lizenz erfolgreich abschloss. Zu seinen Mitabsolventen gehörten Mehmet Scholl, Christian Wörns, Jörg Heinrich und Alexander Zorniger. In der Folge wurde er medial häufiger als Trainer-Kandidat genannt und stand 2013 kurz vor einem Engagement beim FC Schalke 04. Obwohl er sich bereits mit Clemens Tönnies verständigt hatte, kam die Einigung aufgrund von Indiskretionen seiner Ehefrau Claudia nicht zustande. Ein Angebot des FC Bayern, das Traineramt der U23-Mannschaft (Regionalliga) zu übernehmen lehnte Effenberg ab.
Am 13. Oktober 2015 übernahm Effenberg die auf dem 15. Tabellenplatz stehende Zweitligamannschaft des SC Paderborn 07 vom zuvor entlassenen Markus Gellhaus. Er erhielt einen Vertrag bis zum 30. Juni 2017. Das erste Training unter seiner Leitung fand vor einer Rekordkulisse für den Paderborner Verein von etwa 600 Zuschauern statt. Sein erstes Spiel als Paderborn-Trainer am 16. Oktober 2015 war ein 2:0-Sieg gegen Eintracht Braunschweig. Am 3. März 2016 trennte sich der Verein, der inzwischen auf einem direkten Abstiegsplatz stand, wieder von ihm. In einer Pressekonferenz äußerte sich Vereinspräsident Wilfried Finke überrascht von Effenbergs Eskapaden, die schließlich zur Trennung geführt hätten. Aufgrund fehlender Teilnahme an Fortbildungsveranstaltungen wurde die Trainer-Lizenz nach drei Jahren nicht verlängert.
Am 5. Oktober 2019 wurde Stefan Effenberg als neuer Sportmanager der Drittligisten KFC Uerdingen 05 vorgestellt. Seine Aufgabe bestand darin, den umstrittenen russischen Mäzen und Vereinspräsidenten Michail Ponomarjow „in den sportlichen Entscheidungsprozessen“ zu unterstützen. Doch schnell musste er sich die Kritik gefallen lassen, dass ihm die „Omnipräsenz als TV-Experte“ wichtiger sei als seine Aufgaben in Uerdingen. Zum Eklat kam es im Januar 2020 während des von Effenberg organisierten Wintertrainingslagers in Italien, da das Hotel zwar über einen Golf- jedoch keinen Fußballplatz verfügte. Nach nur 36 Stunden brach der KFC den Aufenthalt ab und reiste in die Niederlande, Effenberg galt als Hauptverantwortlicher für das Desaster. Offenbar hatte er persönliche Beziehungen über eine professionelle Auswahl des Quartiers gestellt wie die Rheinische Post berichtete. Demnach ist er mit dem Eigentümer des luxuriösen Golfresorts, einem Münchner Immobilienunternehmer, bekannt. Nach nur acht Monaten folgte am 19. Mai 2020, ohne Angabe von Gründen, die sofortige Trennung.

## Weitere Aktivitäten
Nach Beendigung seiner Laufbahn trat Effenberg in verschiedenen TV-Formaten auf und nahm 2009 an der ersten Ausgabe von Schlag den Star teil. In der 25. Folge (4. Juli 2015) trat er erneut an, verlor allerdings gegen Daniel Aminati. Im Januar 2017 war Effenberg Kandidat der Sat.1-Gameshow Duell der Stars – Die Sat.1 Promiarena im Team Fußball.
Während der EM 2016 fungierte Effenberg als TV-Experte für die ARD.
2017 stieg Effenberg als Gesellschafter in die Beratungsgesellschaft Acorado Sports GmbH mit Sitz in Bremen und München ein. Das von Michael Hoffmann gegründete Unternehmen berät Spitzensportler aus unterschiedlichen Bereichen. Sein Sohn Etienne Effenberg verantwortet die Bereiche Marketing und Sponsoring.
Seit August 2018 gehört Effenberg zum festen Experten-Team der Fußball-Talkshow Doppelpass auf Sport1. Er folgte auf Thomas Strunz, der zuvor seinen Abschied verkündet hatte.
Am 4. Dezember 2018 gab die Volks- und Raiffeisenbank Bad Salzungen bekannt, dass sie Stefan Effenberg als Berater im Firmenkundengeschäft fest eingestellt hat. Effenberg sollte im Bereich von Finanzierungen von Transfers oder Stadionumbauten beratend tätig sein. Im April 2024 einigten sich die VR-Bank und Effenberg darauf, das Arbeitsverhältnis einvernehmlich zu beenden.

## Privates
1990 heiratete Effenberg seine erste Ehefrau Martina, die eine Tochter mit in die Ehe brachte und adoptierte sie. Martina Effenberg trat in der Folge als Managerin ihres Mannes auf und das Paar bekam zwei Kinder (* 1990 und * 1996). Im Jahr 2002 gaben sie medienwirksam ihre Trennung bekannt, die Scheidung folgte im Oktober 2003. Anschließend ging Effenberg eine Beziehung mit Claudia Strunz ein, der früheren Ehefrau seines Mitspielers Thomas Strunz. Das Paar heiratete am 31. Dezember 2004 und die turbulente Beziehung ist häufiger Gegenstand von Berichterstattungen in der Klatschpresse: Nach Bekanntwerden einer außerehelichen Liebesaffäre von Stefan Effenberg mit seiner Nachbarin, trennte sich das Paar im Jahr 2006, kam jedoch 2008 wieder zusammen. 2014 waren sie erneut kurzzeitig getrennt.
Nach dem Ende seiner aktiven Spielerkarriere lebte Effenberg in Fort Myers, Florida, bevor er 2008 wieder nach Deutschland zurückkehrte. Dort erwarb er mit seiner Ehefrau die Villa von Bastian Schweinsteiger in Straßlach bei München. Der Fernsehsender RTL begleitete den Umzug in der sechsteiligen Doku-Soap Effenbergs Heimspiel und lieferte Einblicke in das Privatleben der Familie. Seit 2019 lebt das Ehepaar in Düsseldorf.
2012 wurde Stefan Effenberg im Alter von 43 Jahren durch seine Adoptivtochter zum ersten Mal Großvater. Mittlerweile hat er vier Enkelkinder (Stand 2024).

### Kontroversen
Öffentliche Aufmerksamkeit erregte ein Vorfall in der Nacht zum 1. Dezember 1996, als Effenberg und seine damalige Ehefrau Martina in der Einfahrt zu ihrem Wohnsitz in Niederkrüchten-Heyen eine alkoholisierte männliche Person vorfanden. Der Mann soll laut Effenberg dort seine Notdurft verrichtet haben. Aufgrund einer Zeugenaussage, der zufolge Effenberg den ungebetenen Besucher beleidigt und auf ihn eingetreten haben soll, kam es 1997 zu einem juristischen Nachspiel wegen des Verdachts der gefährlichen Körperverletzung. Das Strafverfahren wurde jedoch im Februar 1997 eingestellt.
In einem Playboy-Interview vom April 2002 äußerte sich Effenberg über Erwerbslose. Er wurde mit den Worten zitiert: „Viele Leute leben vom Arbeitslosengeld offensichtlich so gut, dass sie keine Lust haben, morgens früh aufzustehen und bis in die Abendstunden zu buckeln – nur, damit sie am Ende des Monats schlappe hundert Euro mehr auf dem Konto haben.“ Diese Äußerung griff die Gewerkschaft ver.di auf und unterstellte Effenberg eine Beleidigung von Arbeitslosen.
Am 19. Februar 2003 soll Effenberg auf der A 2 bei Peine während einer Verkehrskontrolle einen Polizisten als „Arschloch“ bezeichnet haben. Er selbst dagegen behauptet, „Schön’n Abend noch“ gesagt zu haben. Effenberg wurde wegen Beleidigung zur Zahlung von 100.000 Euro verurteilt. Die Strafe wurde später auf 10.000 Euro reduziert.
Am 21. September 2015 wurde Effenberg bei einer Autofahrt nach dem Besuch des Münchner Oktoberfests von der Polizei angehalten; er hatte 1,4 Promille Alkohol im Blut und musste noch vor Ort seinen Führerschein abgeben.

### Memoiren
Effenberg ist Autor der im Jahre 2003 bei Rütten & Loening erschienenen Erinnerungen mit dem Titel Ich hab’s allen gezeigt, einer Abrechnung mit seiner Zeit als Profifußballer. Das bewusst provokative Werk bekam vernichtende Kritiken, verkaufte sich jedoch nicht zuletzt durch die Werbung der Bild-Zeitung gut. Bei der Pressekonferenz zur Vorstellung seines Buches antwortete Effenberg auf die Frage, welches Werk der Weltliteratur ihn besonders geprägt habe, mit „Hitlers Tagebuch“. Literaturkritiker Volker Weidermann schrieb in der FAZ, in diesem Moment habe „das Bündnis aus dem Willen zur Provokation und geistiger Schlichtheit sich offenbart“. Eine Taschenbuch-Ausgabe von Effenbergs Buch erschien 2003 bei Bastei Lübbe.